# Hôtel de police (série télévisée)
 (novembre 2011).
Si vous disposez d'ouvrages ou d'articles de référence ou si vous connaissez des sites web de qualité traitant du thème abordé ici, merci de compléter l'article en donnant les références utiles à sa vérifiabilité et en les liant à la section « Notes et références ».
Hôtel de police est une série télévisée française en 24 épisodes de 55 minutes produite par Mag Bodard sur une idée de Bernard Gridaine et Claude Barma, réalisée par Claude Barrois, Jacques Besnard et Emmanuel Fonlladosa, et diffusée entre le 24 février 1985 et le 28 novembre 1990 sur Antenne 2.

## Synopsis
À Paris , une équipe de trois jeunes inspecteurs de police flanquée de son patron bougon et toujours insatisfait tente de résoudre des enquêtes concernant crimes et délits au jour le jour.

## Genèse et postérité
L'idée était de reprendre le concept qui avait si bien réussi aux Médecins de nuit et de suivre de la même façon le travail de jeunes inspecteurs aux prises avec les difficultés de leur travail au quotidien. Par la suite, de nombreuses séries policières françaises s'en inspireront.

## Distribution
- Corinne Touzet : Muriel Pajols[1]
- Olivier Granier : Lucien Branech[2]
- Yves Pignot : Robert Versini
- Pierrick Mescam : Poivert
- Cécile Magnet
- Pierre Hatet
- Raymond Aquilon : Joséphine
- Pierre Frag : Thiollay
- Anne-Marie Kouchner : Jacqueline
- Amandine Rajau : Lily
- Roger Muni : Bruno
- Philippe Brizard
- Stéphane Bouy
- Georges Bécot
- Pierre-Marie Escourrou : Ipousteguy
- Jean-Guillaume Le Dantec
- María Blanco
- Robert Cantarella
- Dominique Bluzet
- Michel Cremades
- Michel Caccia

## Épisodes

### Première saison (1985)
1. Le Surdoué
2. Bavure ou droit à l'erreur
3. Le Retraité de la Coloniale
4. Passage à vide
5. L'Abonné des PTT
6. Le Beau-père

### Deuxième saison (1987)
1. Le Taxi
2. Protection rapprochée
3. Ascendant Balance
4. Massages
5. Charité bien ordonnée
6. L'Occasion
7. Les Coursiers
8. La Toilette du mort
9. Double jeu
10. Hôtesses d'accueil
11. Le Protecteur
12. Le Gentil monsieur

### Troisième saison (1990)
1. Tartevin disparait
2. Tel père, tel vice
3. Flic, impaire et casse
4. Bigoudin, bigoudine
5. Quand la bête fait la belle
6. L'Accent de Marseille